# 월장석
월장석(月長石; moonstone)은 화학식 (Na,K)AlSi3O8의 나트륨-칼륨-알루미늄 규산염 광물이다.